# Muyang, Fujian
Muyang (kinesiska: 穆阳) är en köping i sydöstra Kina. Den ligger i Fu'an i staden Ningde i provinsen Fujian, omkring 110 kilometer norr om provinshuvudstaden Fuzhou. Antalet invånare är 13 248. Befolkningen består av 6 548 kvinnor och 6 700 män. Barn under 15 år utgör 13,0 %, vuxna 15-64 år 75 %, och äldre över 65 år 11,0 %.